# 赵清阁
赵清阁（1914年5月9日—1999年11月27日），河南信阳人，女性作家、编辑家、画家。筆名清閣、清穀、青穀、人一、趙天、鐵公。

## 生平
15岁便离开信阳至开封求学。1933年考入上海美术专科学校，成为《女子月刊》的基本撰稿人。1934年春，她曾经给鲁迅寄诗文求教，得到鲁迅的关怀和亲切接见。在左翼作家洪深等人的鼓励和帮助下，她转向写剧本，从事创作。1936年在《妇女文化》月刊发表第一部电影文学剧本《模特儿》。1938年，她参加中华全国文艺界抗敌协会，主编《弹花》文艺月刊，写有五幕话剧《女杰》、三幕话剧《反攻胜利》、四幕悲剧《雨打梨花》和改写的五幕话剧《此恨绵绵》等，并结识老舍，发展到与其同居，共同创作，后因老舍妻子带着孩子到重庆，而离开重庆去上海。
赵清阁抗战胜利后一直生活在上海，1945年老舍追到上海，但老舍妻子也到上海，老舍与赵清阁未能继续发展。1959年，赵清阁没有工作，写信向老舍求助，老舍寄去当时的巨款800元钱，被妻子发现，引发夫妻极大矛盾，妻子一怒之下举报了老舍的作风问题，老舍开始遭到批判，直至1966年自杀。赵清阁终身未婚。
1957年，參加中國農工民主黨。1984年，加入中國共產黨。

## 作品

### 戏剧
- 《模特儿》1936，第一部电影文学剧本
- 《蝶恋花》第二部影片
- 《女杰》五幕话剧1938
- 《反攻胜利》三幕话剧1938
- 《雨打梨花》四幕悲剧，又名《活》
- 《桃李春风》四幕话剧，老舍合作，又名《金声玉震》
- 《此恨绵绵》五幕话剧，与梁实秋磋商,改编自《呼啸山庄》
- 《血债》1938重庆独立出版社
- 《汪精卫卖国求荣》多幕剧
- 《生死恋》多幕剧
- 《清风明月》多幕剧
- 《关羽》多幕剧
- 《花木兰》多幕剧
- 《桥》独幕剧集
- 《粉墨青青》粉碎四人帮后创作的电影文学剧本

### 小说
- 《落叶》短篇小说集
- 《江上烟》中篇小说
- 《艺灵魂》中篇小说
- 《双宿双飞》长篇小说
- 《月上柳梢》长篇小说
- 《华北的秋》第二个短篇小说集，1937年，上海铁流书局
- 《女儿春》解放后
- 《自由天地》解放后
- 《凤》短篇小说集
- 《旱》短篇小说集
- 《华北之秋》短篇小说集
- 《落叶无限愁》短篇小说[2]
- 《梁山伯与祝英台》长篇小说，曾被渡边明次翻译为日语版[3]

### 散文
- 《汉川行》散文
- 《沧海泛忆》散文集，80年代
- 《行云散记》散文集
- 《浮生若梦》散文集
- 《往事如烟》散文集

### 戏剧理论
- 《抗战戏剧概论》
- 《抗战文艺概论》
- 《编剧方法论》

### 文集
- 《中国现代文学女作家赵清阁选集》2016釀出版社，本书收入了赵清阁女士的经典文学合集，包括《模特儿》。《弹花》《女杰》、《反攻胜利》、《雨打梨花》和《此恨绵绵》等众多优秀作品。